# Antigo convento de São Domingos (La Guardia de Jaén)

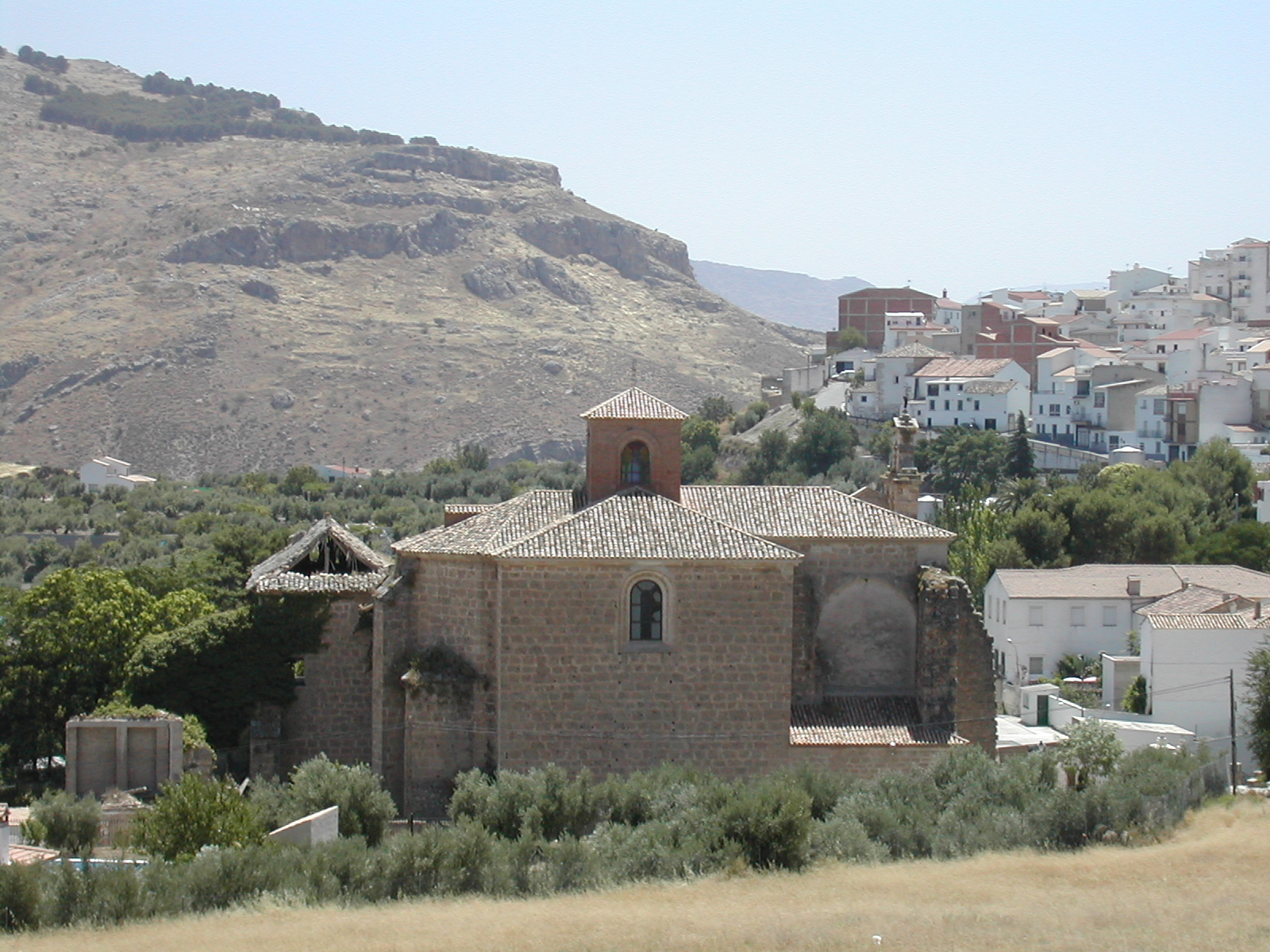

A igreja paroquial de Nossa Senhora da Assunção e o antigo convento de Santa Maria Madalena da Cruz fazem parte do único conjunto que constituiu o convento fundado pela Ordem de Santo Domingo na localidade de La Guardia de Jaén na  província de Xaém, Andaluzia, Espanha. As suas obras iniciaram-se na actual localização em 1539. De estilo inicialmente gótico, seguir-se-ia um primeiro projecto redigido por Domingo de Tolosa, passando posteriormente a ser profundamente revisado por Andrés de Vandelvira, que colocaria o seu selo pessoal de corte renascentista no templo e no lógia do claustro.
Ainda que o contrato assinado por Vandelvira fixasse um prazo de execução de dois anos e médio, a actuação do arquitecto prolongar-se-ia um total de vinte e seis anos, o qual derivaria num novo encargo para Francisco do Castillo "O Mozo", que executaria a abóbada que cobre o coro, o fechamento da fachada, daria fim à galeria do claustro e enfeitaria este com uma fonte dedicada a Maria Madalena, adoração principal do convento. Data-se em 1577 esta fonte, ano que é considerado fechamento deste último período construtivo, e final das obras do convento.
Depois da Guerra Civil, a igreja passa a ser templo paroquial, recuperando-se assim depois de um longo período de abandono motivado pela desamortização. O resto de dependências conventuais, ou foram seccionadas ou sofreriam uma forte transformação, o que deriva no estado actual que apresenta o conjunto, cujo claustro e grande parte de suas dependências anexas estiveram ocupadas até finais de 2007 pela lagar da "Cooperativa Oleícola San Sebastián".
O antigo convento de Santa Maria Madalena é um dos principais patrimónios monumentais da Guardia de Xaém e um os máximos expoentes da arquitectura do mestre Andrés de Vandelvira, que dá à igreja um programa iconográfico de grande valor. Arquitectura religiosa e ao mesmo tempo panteão funerário para os seus mecenas, os senhores da Guardia, trata-se de um edifício que autores como Chueca Goitia têm qualificado como uma das obras mais importantes do arquitecto alcaracenho: «[…] onde Vandelvira renovou a igreja, criando um presbitério de grande beleza clássica e com certos toques tradicionais na maneira de dispor as abóbadas. O pátio ou claustro deste convento é de elegância andaluza».
A igreja paroquial e o convento estão declarados Bem de Interesse Cultural, categoria Monumento, mediante Decreto 507/1975, de 20 de fevereiro (BOE núm. 69, de 21 de março de 1975, pág. 5831).